# Nuncjatura Apostolska w Belgii
Nuncjatura Apostolska w Belgii – misja dyplomatyczna Stolicy Apostolskiej w Królestwie Belgii. Siedziba nuncjusza apostolskiego mieści się w Brukseli.
Od 1916 lub 1917 nuncjusz apostolski w Belgii jest akredytowany również w Wielkim Księstwie Luksemburga.
Nuncjusz apostolski pełni tradycyjnie godność dziekana korpusu dyplomatycznego akredytowanego w Belgii oraz w Luksemburgu od momentu przedstawienia listów uwierzytelniających.

## Historia
Przedstawiciele papiescy wysyłani byli do dzisiejszej Belgii co najmniej od XVII w, a więc jeszcze przed uzyskaniem przez ten kraj niepodległości w 1830. Jedynym Polakiem na tym stanowisku był abp Mieczysław Ledóchowski, sprawujący urząd w latach 1861–1866.
Nuncjusz apostolski w Belgii w latach 1843–1846 abp Vincenzo Gioacchino Pecci został w 1878 papieżem.
W Luksemburgu papieże akredytują swoich dyplomatów od 1916 lub 1917 początkowo w randzie internuncjusza, a od 1950 w randzie nuncjusza. Wszyscy przedstawiciele papiescy w tym kraju byli nuncjuszami apostolskimi w Belgii.

## Nuncjusze apostolscy w Belgii
od 1835
- abp Tommaso Pasquale Gizzi (1835–1837) Włoch
- abp Raffaele Fornari (1838 –1843) Włoch
- abp Vincenzo Gioacchino Pecci (1843 –1846) Włoch
- abp Innocenzo Ferrieri (1848 –1850) Włoch
- abp Matteo Eustachio Gonella (1850 –1861) Włoch
- abp Mieczysław Ledóchowski (1861 –1866) Polak
- abp Luigi Oreglia di Santo Stefano (1866 –1868) Włoch
- abp Giacomo Cattani (1868 –1875) Włoch
- abp Serafino Vannutelli (1875 –1880) Włoch
- abp Domenico Ferrata (1885 –1889) Włoch
- abp Giuseppe Francica-Nava de Bontifè (1889 –1893) Włoch
- ks. Benedetto Lorenzelli (1893 –1896) Włoch; internuncjusz
- abp Aristide Rinaldini (1896 –1899) Włoch
- abp Gennaro Granito Pignatelli di Belmonte (1899 –1904) Włoch
- abp Antonio Vico (1904 –1907) Włoch
- abp Giovanni Tacci Porcelli (1907 –1911) Włoch
- abp Achille Locatelli (1916 –1918) Włoch
- abp Sebastiano Nicotra (1918 –1923) Włoch
- abp Clemente Micara (1923 –1946) Włoch
- abp Fernando Cento (1946 –1953) Włoch
- abp Efrem Forni (1953 –1962) Włoch
- abp Silvio Oddi (1962 –1969) Włoch
- abp Igino Eugenio Cardinale (1969 –1983) Włoch
- abp Angelo Pedroni (1983 –1989) Włoch
- abp Giovanni Moretti (1989 –1999) Włoch
- abp Pier Luigi Celata (1999 –2002) Włoch
- abp Karl-Josef Rauber (2003 –2009) Niemiec
- abp Giacinto Berloco (2009 –2016) Włoch
- abp Augustine Kasujja (2016 – 2021) Ugandyjczyk
- abp Franco Coppola (od 2021) Włoch